# Sebastián Roco
Sebastián Alejandro Roco Melgarejo (San Felipe, Región de Valparaíso, Chile, 26 de junio de 1983) es un exfutbolista chileno que se desempeñaba como defensor central.  
Es padre del futbolista Bastián Roco. 

## Trayectoria
Inició su carrera profesional el año 2002 en Unión San Felipe y, un año más tarde, fue transferido a Santiago Wanderers de Valparaíso. Tras una temporada, fue enviado a préstamo a Deportes Temuco donde ganó experiencia y, a su vuelta, se consolidó como titular y capitán en el equipo caturro, lo cual le valió la nominación a algunos partidos de la Selección Chilena. 
En 2008, fichó por el Necaxa de México, pero fue enviado a préstamo por seis meses a Audax Italiano. Posteriormente, pasó a formar parte de Gimnasia y Esgrima de Jujuy para disputar la temporada 2008-2009 del fútbol argentino.
Tras sus buenas actuaciones en Argentina, fue fichado por Everton, eterno rival de su exclub, Santiago Wanderers, para afrontar el segundo semestre de 2009.
Durante enero de 2010, firmó un contrato de dos años con Cobreloa. Desde su llegada al cuadro loino, el defensor fue pieza fundamental, llegando a portar la jineta de capitán. Se mantuvo cinco años en la institución, participando en dos Copa Sudamericana y un subcampeonato, siendo partícipe del inédito invicto de veintiséis fechas, igualando el récord de la misma institución. Gracias a su gran desempeño, tuvo un preacuerdo con Colo-Colo, pero, debido a la llegada del defensor central Leandro Delgado, el Cacique dejó de negociar su contratación.
En el año 2015 fue contratado por Universidad de Concepción, equipo con el que conquistó el título de la Copa Chile 2014-15. Para la temporada siguiente, regresa a Unión San Felipe. En marzo de 2018, firma por Deportes Melipilla, donde al final de la temporada finaliza su carrera profesional.

## Selección nacional
Registra pasos por selecciones juveniles sub-17, sub-20 y sub-23 de Chile. 
Ha sido nominado en varias ocasiones a la selección adulta, destacando su actuación en el duelo de Chile contra Argentina en Mendoza, el 18 de abril de 2007.
Ha disputado siete partidos internacionales y convertido un gol, el cual anotó ante Nueva Zelanda el 24 de marzo de 2006, día en que hizo su debut a nivel absoluto. 
Fue parte del combinado chileno que participó de la Copa América 2007, certamen donde utilizó la camiseta número 3 y en que fue titular el día 4 de julio, disputando los 90' ante México por la fecha 3 del Grupo B, duelo que terminó igualado sin goles y en el cual recibió tarjeta amarilla a los 47 minutos.

#### Participaciones en Copa América
| Torneo            | Sede      | Resultado        | Partidos |
| ----------------- | --------- | ---------------- | -------- |
| Copa América 2007 | Venezuela | Cuartos de final | 1        |

### Partidos internacionales
| Partidos internacionales | Partidos internacionales | Partidos internacionales                                  | Partidos internacionales | Partidos internacionales | Partidos internacionales | Partidos internacionales | Partidos internacionales | Partidos internacionales | Partidos internacionales |
| N.º                      | Fecha                    | Estadio                                                   | Local                    | Resultado                | Visitante                | Goles                    | DT                       | Competición              |                          |
| ------------------------ | ------------------------ | --------------------------------------------------------- | ------------------------ | ------------------------ | ------------------------ | ------------------------ | ------------------------ | ------------------------ | ------------------------ |
| 1                        | 25 de abril de 2006      | Estadio El Teniente, Rancagua, Chile                      | Chile                    | 4-1                      | Nueva Zelanda            | Anotado                  | Nelson Acosta            | Amistoso                 |                          |
| 2                        | 7 de octubre de 2006     | Estadio Sausalito, Viña del Mar, Chile                    | Chile                    | 3-2                      | Perú                     |                          | Nelson Acosta            | Copa del Pacífico 2006   |                          |
| 3                        | 15 de noviembre de 2006  | Estadio Sausalito, Viña del Mar, Chile                    | Chile                    | 3-2                      | Paraguay                 |                          | Nelson Acosta            | Amistoso                 |                          |
| 4                        | 18 de abril de 2007      | Estadio Malvinas Argentinas, Mendoza, Argentina           | Argentina                | 0-0                      | Chile                    |                          | Nelson Acosta            | Amistoso                 |                          |
| 5                        | 9 de mayo de 2007        | Estadio Rubén Marcos Peralta, Osorno, Chile               | Chile                    | 3-0                      | Cuba                     |                          | Nelson Acosta            | Amistoso                 |                          |
| 6                        | 5 de junio de 2007       | Estadio Sylvio Cator, Kingston, Haití                     | Haití                    | 0-0                      | Chile                    |                          | Nelson Acosta            | Amistoso                 |                          |
| 7                        | 4 de julio de 2007       | Estadio José Antonio Anzoátegui, Kingston, Puerto La Cruz | México                   | 0-0                      | Chile                    |                          | Nelson Acosta            | Copa América 2007        |                          |
| Total                    | Total                    | Total                                                     | Presencias               | 7                        | Goles                    | 1                        |                          |                          |                          |

| Selección chilena | Selección chilena | Selección chilena |
| Año               | Partidos          | Goles             |
| ----------------- | ----------------- | ----------------- |
| 2006              | 3                 | 1                 |
| 2007              | 4                 | 0                 |
| Total             | 7                 | 1                 |

## Clubes
| Club                        | País      | Año       |
| --------------------------- | --------- | --------- |
| Unión San Felipe            | Chile     | 2002-2003 |
| Santiago Wanderers          | Chile     | 2003-2007 |
| → Deportes Temuco (cedido)  | Chile     | 2004      |
| Audax Italiano              | Chile     | 2008      |
| Gimnasia y Esgrima de Jujuy | Argentina | 2008-2009 |
| Everton                     | Chile     | 2009      |
| Cobreloa                    | Chile     | 2010-2014 |
| Universidad de Concepción   | Chile     | 2015-2016 |
| Unión San Felipe            | Chile     | 2016-2017 |
| Deportes Melipilla          | Chile     | 2018      |

## Palmarés
Campeonatos nacionales
| Título     | Club                      | País  | Año     |
| ---------- | ------------------------- | ----- | ------- |
| Copa Chile | Universidad de Concepción | Chile | 2014-15 |